# Global Spirit Tour
Global Spirit Tour був світовим концертним туром англійської електронної групи Depeche Mode в підтримку 14 студійного альбому. Впродовж літа 2017 року група зіграла більш ніж 3 мільйонам глядачів.
Під час туру група продовжила своє благодійне партнерство зі швейцарським годинниковим виробником Hublot, збираючи гроші на благодійність, щодо своєї місії забезпечення безпечною питною водою для всіх у світі. Для промоції свого всесвітнього туру Depeche Mode 17 березня виступили з промо-концертом у берлінському районі Funkhaus перед 1000 фанатами та транслювали в прямому ефірі в Інтернеті.
Завдяки 130 концертним шоу, Global Spirit Tour — це найдовший тур Depeche Mode. Раніше найдовшим був «Touring the Angel» — 124 концертні шоу.

## Сет-лист
Сет-лист для промо-шоу та репетицій в Європі та США для вболівальників
1. «Scum»
2. «Going Backwards»
3. «So Much Love»
4. «Corrupt»
5. «A Pain That I'm Used To» (Jacques Lu Cont's remix)
6. «World in My Eyes»
7. «Cover Me»
  - «World in My Eyes»
8. Song performed by Martin Gore
  - «Little Soul» (Акустична)
  - «Home»
9. «Where's the Revolution»
10. «Barrel of a Gun»
11. «Enjoy the Silence»
12. «Walking in My Shoes» (З бітами з 'Random Carpet' Mix)
  - «Barrel of a Gun»
13. «Personal Jesus»
  - «Enjoy the Silence»

Сет-лист для Європи (Ліга № 1) та Північної Америки (Ліга № 2)
1. «Going Backwards»
2. «So Much Love»
  - «Policy of Truth»
  - «It's No Good»
3. «Barrel of a Gun» (У тому числі вірш «Гросмейстер Флеш» та «Повідомлення лютої п'ятірки»)
4. «A Pain That I'm Used To» (Jacques Lu Cont's remix)
5. «Corrupt»
  - «Useless»
6. «In Your Room» (Альбомна версія)
  - «Precious»
7. «World in My Eyes»
8. «Cover Me»
9. Song performed by Martin Gore
  - «A Question of Lust» (Акустична)
  - «Home»
  - «Judas» (Acoustic)
  - «Shake the Disease» (Акустична
  - «Somebody»
  - «Strangelove» (Акустична)
  - «Insight» (Акустична)
  - "Sister of Night (Акустична)
10. Song performed by Martin Gore
  - «A Question of Lust» (Акустична)
  - «Home»
11. «Poison Heart»
  - «In Your Room» (Альбомна версія)
  - «Policy of Truth»
  - «Precious»
12. «Where's the Revolution»
13. «Wrong»
14. «Everything Counts»
15. «Stripped»
  - «Black Celebration»
16. «Enjoy the Silence»
17. «Never Let Me Down Again»
18. Song performed by Martin Gore
  - «Home»
  - «Judas» (Акустична)
  - «Somebody»
  - «Strangelove» (Акустична)
  - «Shake the Disease» (Акустична)
  - «But Not Tonight» (Акустична, виконана тільки 1 раз)
19. «Walking in My Shoes» (З бітами з 'Random Carpet' Mix))
20. «Heroes» (David Bowie cover)
  - «Black Celebration»
  - «Policy of Truth»
21. «I Feel You»
22. «Personal Jesus»

Сет-лист для Європи (відстань № 3), латиноамериканського (відстань № 4) та Північної Америки (відстань № 5)
1. «Going Backwards»
2. «It's No Good»
  - «So Much Love»
3. «Barrel of a Gun» (У тому числі вірш «Гросмейстер Флеш» та «Повідомлення лютої п'ятірки»)
4. «A Pain That I'm Used To» (Jacques Lu Cont's remix)
5. «Useless»
6. «Precious»
  - «In Your Room» (Альбомна версія)
7. «World in My Eyes»
8. «Cover Me»
9. Song performed by Martin Gore
  - «A Question of Lust» (Акустична)
  - «Insight» (Акустична)
  - «Sister of Night» (Акустична)
  - «Judas» (Акустична)
  - «The Things You Said»
10. Song performed by Martin Gore
  - «Home» (Акустичний вступ)
11. «In Your Room» (Альбомна версія)
  - «Precious»
12. «Where's the Revolution»
  - «Policy of Truth»
  - «Wrong»
13. «Everything Counts»
14. «Stripped»
  - «Halo»
  - «Policy of Truth»
  - «Black Celebration»
15. «Enjoy the Silence»
16. «Never Let Me Down Again»
17. Song performed by Martin Gore
  - «Judas» (Акустична)
  - «Strangelove» (Акустична)
  - «I Want You Now» (Акустична)
  - «Somebody»
18. «Walking in My Shoes» (З бітами з 'Random Carpet' Mix)
  - «Policy of Truth»
19. «A Question of Time»
20. «Heroes» (David Bowie cover) (Зіграна на фінальном шоу)
  - «I Feel You»
21. «Personal Jesus»
22. «Just Can't Get Enough» (Зіграна на фінальном шоу)

Сетліст європейського фестивального туру (6-й етап)
1. «Going Backwards»
2. «It's No Good»
3. «A Pain That I'm Used To» (Jacques Lu Cont's remix)
4. «Precious»
  - «Useless»
5. «Policy Of Truth»
  - «Precious»
6. «World In My Eyes»
7. «Cover Me»
8. Song performed by Martin Gore
  - «The Things You Said»
  - «Somebody»
9. «In Your Room» (Альбомна версія)
10. «Everything Counts»
11. «Stripped»
  - «Enjoy The Silence»
12. «Personal Jesus»
13. «Never Let Me Down Again»
14. Song performed by Martin Gore
  - «Somebody»
15. «Walking In My Shoes» (З бітами з 'Random Carpet' Mix)
16. «Enjoy The Silence»
17. «Just Can't Get Enough»

## Шоу
| Дата                   | Місто                     | Країна          | Місце проведення                                  | Акт (и) відкриття                   | Відвідуваність / Місткість      | Дохід             |
| Європа                 | Європа                    | Європа          | Європа                                            | Європа                              | Європа                          | Європа            |
| ---------------------- | ------------------------- | --------------- | ------------------------------------------------- | ----------------------------------- | ------------------------------- | ----------------- |
| 5 травня 2017          | Стокгольм                 | Швеція          | Френдз Арена                                      | The Raveonettes                     | 36,400 / 36,400                 | $2,734,164        |
| 7 травня 2017          | Амстердам                 | Нідерланди      | Зігго Дом                                         | The Raveonettes                     | 16,431 / 16,431                 | $1,351,102        |
| 9 травня 2017          | Антверпен                 | Бельгія         | Спортпалейс                                       | The Raveonettes                     | 20,195 / 20,195                 | $1,477,132        |
| 12 травня 2017         | Ніцца                     | Франція         | Стад Шарль Ерман                                  | The Raveonettes                     | 18,896 / 18,896                 | $1,320,285        |
| 14 травня 2017         | Любляна                   | Словенія        | Арена Стожице                                     | The Raveonettes                     | 10,470 / 10,470                 | $678,768          |
| 17 травня 2017         | Афіни                     | Греція          | Парк Терра Вайб                                   | The Raveonettes                     | 17,600 / 17,600                 | $579,949          |
| 20 травня 2017         | Братислава                | Словаччина      | Стадіон Пасьєнки                                  | F.O.X. The Raveonettes              | 30,290 / 30,290                 | $1,710,494        |
| 22 травня 2017         | Будапешт                  | Угорщина        | Групама Арена                                     | FOX (Групама Арена) The Raveonettes | 25,200 / 25,200                 | $1,497,545        |
| 24 травня 2017         | Прага                     | Чехія           | Еден Арена                                        | FOX (Групама Арена) The Raveonettes | 31,935 / 31,935                 | $2,062,152        |
| 27 травня 2017         | Лейпциг                   | Німеччина       | Ярмарковий майданчик                              | FOX (Групама Арена) The Raveonettes | 70,002 / 70,002                 | $5,199,680        |
| 29 травня 2017         | Лілль                     | Франція         | Стадіон П'єр Моруа                                | The Horrors                         | 26,113 / 26,113                 | $1,856,343        |
| 31 травня 2017         | Копенгаген                | Данія           | Телія Паркен                                      | The Horrors                         | 42,023 / 42,023                 | $3,841,913        |
| 3 червня 2017          | Лондон                    | Англія          | Лондонський стадіон                               | The Horrors                         | 65,191 / 65,191                 | $5,263,537        |
| 5 червня 2017          | Кельн                     | Німеччина       | Рейн Енергі Штадіон                               | The Horrors                         | 42,032 / 42,032                 | $3,536,347        |
| 7 червня 2017          | Дрезден                   | Німеччина       | Острагегеге                                       | The Horrors                         | 27,807 / 27,807                 | $2,189,092        |
| 9 червня 2017          | Мюнхен                    | Німеччина       | Олімпійський стадіон                              | The Horrors                         | 60,066 / 60,066                 | $5,023,935        |
| 11 червня 2017         | Ганновер                  | Німеччина       | АВД-Арена                                         | Algiers                             | 73,050 / 73,050                 | $6,216,182        |
| 12 червня 2017         | Ганновер                  | Німеччина       | АВД-Арена                                         | Algiers                             | 73,050 / 73,050                 | $6,216,182        |
| 18 червня 2017         | Цюрих                     | Швейцарія       | Летцигрунд                                        | Algiers                             | 29,575 / 29,575                 | $3,267,648        |
| 20 червня 2017         | Франкфурт-на-Майні        | Німеччина       | Коммерцбанк-Арена                                 | Algiers                             | 41,483 / 41,483                 | $3,417,345        |
| 22 червня 2017         | Берлін                    | Німеччина       | Олімпійський стадіон                              | Algiers                             | 68,157 / 68,157                 | $5,646,356        |
| 25 червня 2017         | Рим                       | Італія          | Олімпійський стадіон                              | Algiers                             | 51,845 / 51,845                 | $3,498,856        |
| 27 червня 2017         | Мілан                     | Італія          | Сан-Сіро                                          | Algiers                             | 54,488 / 54,488                 | $3,440,506        |
| 29 червня 2017         | Болонья                   | Італія          | Ренато Даль'Ара                                   | Algiers                             | 40,198 / 40,198                 | $2,502,572        |
| 1 липня 2017 р         | Сен-Дені                  | Франція         | Стад де Франс                                     | Algiers                             | 58,199 / 58,199                 | $4,664,546        |
| 4 липня 2017           | Гельзенкірхен             | Німеччина       | Фельтінс-Арена                                    | Algiers                             | 43,064 / 43,064                 | $3,564,990        |
| 6 липня 2017           | Більбао                   | Іспанія         | Монте Кобетас (Bilbao BBK Live)                   | Не застосовується                   | Не застосовується               | Не застосовується |
| 8 липня 2017           | Оейраш                    | Португалія      | Морська набережна Алжеш (NOS Alive)               | Не застосовується                   | Не застосовується               | Не застосовується |
| 13 липня 2017          | Санкт-Петербург           | Росія           | Санкт-Петербурзький спортивно-концертний комплекс | Май Джейн Коулз                     | 21,864 / 21,864                 | $1,667,443        |
| 15 липня 2017          | Москва                    | Росія           | Відкриття-Арена                                   | Май Джейн Коулз                     | 36,173 / 36,173                 | $2,704,614        |
| 19 липня 2017 р        | Київ                      | Україна         | НСК «Олімпійський»                                | Май Джейн Коулз                     | 30,803 / 30,803                 | $1,367,171        |
| 21 липня 2017          | Варшава                   | Польща          | Національний стадіон                              | Май Джейн Коулз                     | 54,659 / 54,659                 | $3,298,835        |
| 23 липня 2017          | Клуж-Напока               | Румунія         | Клуж Арена                                        | Май Джейн Коулз                     | 31,923 / 31,923                 | $1,420,917        |
| Північна Америка       |                           |                 |                                                   |                                     |                                 |                   |
| 23 серпня 2017         | Вест-Веллі-Сіті           | Сполучені Штати | Амфітеатр УСАНА                                   | Warpaint                            | 15,546 / 20,000                 | $810,438          |
| 25 серпня 2017         | Денвер                    | Сполучені Штати | Пепсі-центр                                       | Warpaint                            | 11,669 / 14,852                 | $1,191,532        |
| 27 серпня 2017         | Кларкстон                 | Сполучені Штати | ДТЕ енергічний музичний театр                     | Warpaint                            | 13,089 / 14,877                 | $760,468          |
| 30 серпня 2017 року    | Парк Тінлі                | Сполучені Штати | Амфітеатр казино Голлівуду                        | Warpaint                            | 17,951 / 28,628                 | $1,276,697        |
| 1 вересня 2017 р       | Ункасвіль                 | Сполучені Штати | Мохеган сонячна Арена                             | Warpaint                            | 6,292 / 6,911                   | $700,478          |
| 3 вересня 2017 р       | Торонто                   | Канада          | Центр повітряної Арени                            | Warpaint                            | 14,863 / 15,000                 | $1,586,056        |
| 5 вересня 2017 р       | Монреаль                  | Канада          | Центр дзвоників                                   | Warpaint                            | 14,378 / 15,151                 | $1,193,011        |
| 7 вересня 2017 р       | Вашингтон, округ Колумбія | Сполучені Штати | Капітальна одна арена                             | Warpaint                            | 11,957 / 12,554                 | $1,286,642        |
| 9 вересня 2017 р       | Нью-Йорк                  | Сполучені Штати | Медісон-сквер-сад                                 | Warpaint                            | 28,713 / 28,713                 | $3,891,636        |
| 11 вересня 2017 р      | Нью-Йорк                  | Сполучені Штати | Медісон-сквер-сад                                 | Warpaint                            | 28,713 / 28,713                 | $3,891,636        |
| 15 вересня 2017 р      | Маямі                     | Сполучені Штати | Американські авіалінії Арена                      | Warpaint                            | 12,858 / 13,123                 | $1,258,102        |
| 18 вересня 2017 р      | Нашвілл                   | Сполучені Штати | Піднятися на амфітеатр                            | Warpaint                            | 6,552 / 6,821                   | $474,814          |
| 20 вересня 2017 року   | Остін                     | Сполучені Штати | Амфітеатр Остіна360                               | Warpaint                            | 12,124 / 12,571                 | $809,104          |
| 22 вересня 2017 року   | Даллас                    | Сполучені Штати | Старлекс компак                                   | Warpaint                            | 17,010 / 20,042                 | $1,192,434        |
| 24 вересня 2017 р      | Ліси                      | Сполучені Штати | Павільйон Сінтії Вудс Мітчелл                     | Warpaint                            | 15,720 / 16,217                 | $1,174,677        |
| 27 вересня 2017 р      | Фенікс                    | Сполучені Штати | Павільйон Ак-Чін                                  | Warpaint                            | 11,521 / 18,961                 | $631,959          |
| 30 вересня 2017 р      | Рай                       | Сполучені Штати | Т-мобільна Арена                                  | Warpaint                            | 14,114 / 15,096                 | $1,578,470        |
| 2 жовтня 2017 року     | Санта-Барбара             | Сполучені Штати | Чаша Санта-Барбари                                | Warpaint                            | 4,744 / 4,744                   | $566,569          |
| 6 жовтня 2017 р        | Чула Віста                | Сполучені Штати | Амфітеатр фірми матрац                            | Warpaint                            | 18,895 / 20,500                 | $1,234,035        |
| 8 жовтня 2017 року     | Сан-Хосе                  | Сполучені Штати | Центр САП                                         | Warpaint                            | 12,990 / 15,000                 | $1,421,010        |
| 10 жовтня 2017 р       | Окленд                    | Сполучені Штати | Арена Оракл                                       | Warpaint                            | 12,860 / 12,860                 | $1,493,298        |
| 12 жовтня 2017 року    | Ангели                    | Сполучені Штати | Голлівудська чаша                                 | Warpaint                            | 65,808 / 65,808                 | $7,446,382        |
| 14 жовтня 2017 року    | Ангели                    | Сполучені Штати | Голлівудська чаша                                 | Warpaint                            | 65,808 / 65,808                 | $7,446,382        |
| 16 жовтня 2017 р       | Ангели                    | Сполучені Штати | Голлівудська чаша                                 | Warpaint                            | 65,808 / 65,808                 | $7,446,382        |
| 18 жовтня 2017 р       | Ангели                    | Сполучені Штати | Голлівудська чаша                                 | Warpaint                            | 65,808 / 65,808                 | $7,446,382        |
| 21 жовтня 2017 року    | Сіетлі                    | Сполучені Штати | KeyArena                                          | Warpaint                            | 12,675 / 14,000                 | $1,316,320        |
| 23 жовтня 2017 р       | Портленд                  | Сполучені Штати | Центр моди                                        | Warpaint                            | 12,589 / 14,000                 | $1,135,075        |
| 25 жовтня 2017 року    | Ванкувер                  | Канада          | Роджерс Арена                                     | Warpaint                            | 12,308 / 14,000                 | $1,040,893        |
| 27 жовтня 2017 р       | Едмонтон                  | Канада          | Роджерс Плейс                                     | Warpaint                            | 12,127 / 13,000                 | $1,020,953        |
| Європа                 |                           |                 |                                                   |                                     |                                 |                   |
| 15 листопада 2017 року | Дублін                    | Ірландія        | 3Арена                                            | Повторний TROS                      | 12,420 / 12,420                 | $1,306,691        |
| 17 листопада 2017 року | Манчестер                 | Англія          | Манчестер Арена                                   | Повторний TROS                      | 13,302 / 14,595                 | $1,189,204        |
| 19 листопада 2017 року | Бірмінгем                 | Англія          | Арена Бірмінгем                                   | Повторний TROS                      | 13,212 / 13,212                 | $1,163,368        |
| 22 листопада 2017 року | Лондон                    | Англія          | Арена O 2                                         | Повторний TROS                      | 17,366 / 19,151                 | $1,446,430        |
| 24 листопада 2017 року | Франкфурт                 | Німеччина       | Фестивальний зал                                  | Повторний TROS                      | 12,004 / 12,004                 | $1,133,625        |
| 26 листопада 2017 року | Антверпен                 | Бельгія         | Спортпалац                                        | Повторний TROS                      | 19,299 / 19,299                 | $1,544,331        |
| 28 листопада 2017 року | Штутгарт                  | Німеччина       | Ханнс-Мартін-Шлейер-Галле                         | Повторний TROS                      | 13,074 / 13,074                 | $1,110,491        |
| 30 листопада 2017 року | Мангейм                   | Німеччина       | САП арена                                         | Повторний TROS                      | 11,432 / 11,432                 | $958,676          |
| 3 грудня 2017 року     | Париж                     | Франція         | акорьготелі Arena                                 | Повторний TROS                      | 31,922 / 31,922                 | $2,423,414        |
| 5 грудня 2017 року     | Париж                     | Франція         | акорьготелі Arena                                 | Повторний TROS                      | 31,922 / 31,922                 | $2,423,414        |
| 7 грудня 2017 року     | Барселона                 | Іспанія         | Палау Сант Жорді                                  | Повторний TROS                      | 16,632 / 16,632                 | $1,458,459        |
| 9 грудня 2017 року     | Турин                     | Італія          | ПалаАльпітур                                      | Пумароса                            | 22,567 / 22,567                 | $1,649,451        |
| 11 грудня 2017 року    | Турин                     | Італія          | ПалаАльпітур                                      | Пумароса                            | 22,567 / 22,567                 | $1,649,451        |
| 13 грудня 2017 року    | Казалеккіо ді Ріно        | Італія          | Йуніполь арена                                    | Пумароса                            | 14,001 / 14,001                 | $1,025,253        |
| 16 грудня 2017 року    | Мадрид                    | Іспанія         | Центр ВіЗнік                                      | Пумароса                            | 15,188 / 15,188                 | $1,532,894        |
| 9 січня 2018 року      | Копенгаген                | Данія           | Королівська арена                                 | Пумароса                            | 15,461 / 15,461                 | $1,685,424        |
| 11 січня 2018 року     | Гамбург                   | Німеччина       | Barclaycard Arena Гамбург                         | Пумароса                            | 13,093 / 13,093                 | $1,269,460        |
| 13 січня 2018 року     | Амстердам                 | Нідерланди      | Купол зигго                                       | Пумароса                            | 16,309 / 16,309                 | $1,529,315        |
| 15 січня 2018 року     | Кельн                     | Німеччина       | ланхесс арена                                     | Пумароса                            | 16,327 / 16,327                 | $1,547,700        |
| 17 січня 2018 року     | Берлін                    | Німеччина       | Мерседес-бенз арена                               | EMA                                 | 27,958 / 27,958                 | $2,729,278        |
| 19 січня 2018 року     | Берлін                    | Німеччина       | Мерседес-бенз арена                               | EMA                                 | 27,958 / 27,958                 | $2,729,278        |
| 21 січня 2018 року     | Нюрнберг                  | Німеччина       | Arena Nürnberger Versicherung                     | EMA                                 | 8,749 / 8,749                   | $918,799          |
| 24 січня 2018 року     | Бордо                     | Франція         | Бордо Метрополь Арена                             | EMA                                 | 10,602 / 10,602                 | $1,005,765        |
| 27 січня 2018 р        | Ассаго                    | Італія          | Міланський форум                                  | EMA                                 | 21,750 / 21,750                 | $1,701,295        |
| 29 січня 2018 року     | Ассаго                    | Італія          | Міланський форум                                  | EMA                                 | 21,750 / 21,750                 | $1,701,295        |
| 31 січня 2018 р        | Прага                     | Чехія           | О 2 Арена                                         | EMA                                 | 17,431 / 17,431                 | $1,243,489        |
| 2 лютого 2018 року     | Будапешт                  | Угорщина        | Будапештська спортивна арена                      | EMA                                 | 13,799 / 13,799                 | $1,127,679        |
| 4 лютого 2018 року     | Відень                    | Австрія         | Wiener Stadthalle                                 | EMA                                 | 13,166 / 13,166                 | $1,301,431        |
| 7 лютого 2018 року     | Краків                    | Польща          | Таурон Арена                                      | Чорна лінія                         | 15,390 / 15,390                 | $1,273,384        |
| 9 лютого 2018 року     | Човен                     | Польща          | Атлас Арена                                       | Чорна лінія                         | 14,270 / 14,270                 | $1,279,492        |
| 11 лютого 2018 р       | Гданськ                   | Польща          | Ерго Арена                                        | Чорна лінія                         | 13,326 / 13,326                 | $1,104,971        |
| 13 лютого 2018 року    | Мінськ                    | Білорусь        | Мінськ-Арена                                      | Чорна лінія                         | 5,565 / 12,000                  | $571,325          |
| 16 лютого 2018 року    | Санкт-Петербург           | Росія           | Санкт-Петербурзький спортивно-концертний комплекс | Чорна лінія                         | -                               | -                 |
| 18 лютого 2018 року    | Гельсінкі                 | Фінляндія       | Гартволл Арена                                    | Чорна лінія                         | 11,062 / 11,062                 | $1,091,441        |
| 20 лютого 2018 року    | Рига                      | Латвія          | Арена Рига                                        | Чорна лінія                         | 12,205 / 12,205                 | $1,230,947        |
| 22 лютого 2018 року    | Вільнюс                   | Литва           | Арена Сіменс                                      | Чорна лінія                         | 12,006 / 12,006                 | $1,326,598        |
| 25 лютого 2018 року    | Москва                    | Росія           | Олімпійський                                      | Чорна лінія                         | 22,879 / 22,879                 | $1,870,129        |
| Латинська Америка      |                           |                 |                                                   |                                     |                                 |                   |
| 11 березня 2018 р      | Мехіко                    | Мексика         | Сонячний форум                                    | Король Піла                         | 128,521 / 128,521               | $7,598,275        |
| 13 березня 2018 р      | Мехіко                    | Мексика         | Сонячний форум                                    | Король Піла                         | 128,521 / 128,521               | $7,598,275        |
| 16 березня 2018 р      | Богота                    | Колумбія        | Парк Саймона Болівара                             | Змінені держави                     | 13,375 / 13,375                 | $1,276,390        |
| 18 березня 2018 р      | вапно                     | Перу            | Національний стадіон Ліми                         | Кладовище невинних                  | 15,742 / 15,742                 | $994,138          |
| 21 березня 2018 р      | Сантьяго                  | перець чилі     | Національний стадіон Хуліо Мартінес Праданос      | Матіас Агуайо та Дездемонас         | 47,668 / 47,668                 | $3,985,257        |
| 24 березня 2018 р      | При оплаті                | Аргентина       | Стадіон міста Ла-Плата                            | Хуана Моліна                        | 47,214 / 47,214                 | $4,095,289        |
| 27 березня 2018 р      | Сан-Паулу                 | Бразилія        | Парк Allianz                                      | Гі Боратто                          | 24,180 / 24,180                 | $2,115,569        |
| Північна Америка       |                           |                 |                                                   |                                     |                                 |                   |
| 22 травня 2018 р       | Анахайм                   | Сполучені Штати | Honda Center                                      | Мотоцикл Клуб Чорних Повстанців     | —                               | —                 |
| 24 травня 2018 р       | Сакраменто                | Сполучені Штати | Центр Золотий 1                                   | Мотоцикл Клуб Чорних Повстанців     | 12,396 / 12,396                 | $1,146,455        |
| 27 травня 2018 р       | Сан-Антоніо               | Сполучені Штати | Центр AT&T                                        | Мотоцикл Клуб Чорних Повстанців     | 13,221 / 13,221                 | $1,144,480        |
| 29 травня 2018 р       | Талса                     | Сполучені Штати | Центр БОК                                         | Мотоцикл Клуб Чорних Повстанців     | —                               | —                 |
| 1 червня 2018 р        | Чикаго                    | Сполучені Штати | Єдиний центр                                      | EMA                                 | 14,244 / 14,244                 | $1,368,405        |
| 3 червня 2018 р        | Філадельфія               | Сполучені Штати | Уеллс Фарго Центр                                 | EMA                                 | 10,988 / 21,000                 | $905,675          |
| 6 червня 2018 р        | Бруклін                   | Сполучені Штати | Центр Барклі                                      | EMA                                 | 14,483 / 14,483                 | $1,531,052        |
| 9 червня 2018 р        | Бостон                    | Сполучені Штати | TD сад                                            | EMA                                 | 11,581 / 19,600                 | $1,011,092        |
| 11 червня 2018 р       | Торонто                   | Канада          | Центр повітряної канади                           | EMA                                 | 14,270 / 14,270                 | $1,310,416        |
| Європа                 |                           |                 |                                                   |                                     |                                 |                   |
| 23 червня 2018 р       | Ньюпорт                   | Англія          | Острів Уайт фестиваль                             | Не застосовується                   | Не застосовується               | Не застосовується |
| 26 червня 2018 р       | Шопрон                    | Угорщина        | Фестиваль Вольт                                   | Не застосовується                   | Не застосовується               | Не застосовується |
| 28 червня 2018 р       | Оденсе                    | Данія           | Фестиваль Tinderbox                               | Не застосовується                   | Не застосовується               | Не застосовується |
| 30 червня 2018 р       | Санкт-Галлен              | Швейцарія       | На відкритому повітрі Санкт-Галлен                | Не застосовується                   | Не застосовується               | Не застосовується |
| 2 липня 2018 року      | Бароло                    | Італія          | Фестиваль зіткнень                                | Марлен Кунц                         | —                               | —                 |
| 5 липня 2018 р         | Гдиня                     | Польща          | Open'er Festival                                  | Не застосовується                   | Не застосовується               | Не застосовується |
| 7 липня 2018 р         | Аррас                     | Франція         | Фестиваль на Головній площі                       | Не застосовується                   | Не застосовується               | Не застосовується |
| 9 липня 2018 р         | Ерувіль-Сен-Клер          | Франція         | Фестиваль в Борегарді                             | Не застосовується                   | Не застосовується               | Не застосовується |
| 12 липня 2018 р        | Екс-ле-Бен                | Франція         | Музичний музичний фестиваль                       | Не застосовується                   | Не застосовується               | Не застосовується |
| 14 липня 2018 р        | Мадрид                    | Іспанія         | Шалений прохолодний фестиваль                     | Не застосовується                   | Не застосовується               | Не застосовується |
| 17 липня 2018 р        | Ньон                      | Швейцарія       | Фестиваль Палео                                   | Не застосовується                   | Не застосовується               | Не застосовується |
| 19 липня 2018 р        | Carhaix-Plouguer          | Франція         | Фестиваль старих плугів                           | Не застосовується                   | Не застосовується               | Не застосовується |
| 21 липня 2018 р        | Париж                     | Франція         | Фестиваль Лоллапалуза                             | Не застосовується                   | Не застосовується               | Не застосовується |
| 23 липня 2018 р        | Берлін                    | Німеччина       | Вальдбюне                                         | DAF                                 | 43,783 / 43,783                 | $3,857,267        |
| 25 липня 2018 р        | Берлін                    | Німеччина       | Вальдбюне                                         | DAF                                 | 43,783 / 43,783                 | $3,857,267        |
| Разом                  | Разом                     | Разом           | Разом                                             | Разом                               | 2,470,918 / 2,542,538 (97.18 %) | $199,581,441      |

## Музиканти

### Depeche Mode
- Ендрю Флетчер — клавішні
- Дейв Гаан — головний вокал
- Мартін Гор — гітара, клавішні, ведучий та бек-вокал

### Додаткові музиканти
- Крістіан Ейгнер — барабани
- Пітер Гордено — клавішні, фортепіано, бас-гітара, бек-вокал